# Eupyrrhoglossum corvus
Eupyrrhoglossum corvus är en fjärilsart som beskrevs av Jean Baptiste Boisduval 1870. Eupyrrhoglossum corvus ingår i släktet Eupyrrhoglossum och familjen svärmare. Inga underarter finns listade i Catalogue of Life.